# 滅門 (電影)
滅門（英語：Bad Blood）是2010年由羅守耀執導及監製的警匪動作港產片，2010年1月首影，由任達華、廖碧兒主演，安志杰、蔣璐霞、盧惠光、陳惠敏、熊欣欣、張文慈、黎諾懿、覃恩美、王天林、張兆輝及林雪參演。

## 演員表
- 任達華 飾 駱祥富
- 安志杰 飾 駱小牛
- 廖碧兒 飾 駱麗萍
- 黎諾懿 飾 駱祥福
- 盧惠光 飾 駱永雄
- 熊欣欣 飾 駱永剛
- 張兆輝 飾 駱祥安
- 張文慈 飾 七姨太
- 蔣璐霞 飾 啞妹
- 陳惠敏 飾 陳万山
- 王天林 飾 叔父
- 林　雪 飾 黃律師
- 侯煥玲 飾 三姨太
- 覃恩美 飾 五姨太